# DN18A
DN18A este un drum național de 1km lungime, aflat în stațiunea Borșa , Maramureș .